# Relexificação
Relexificação é um termo em linguística usado para descrever o mecanismo de mudança linguística pelo que uma língua natural remonta muito ou todo de seu léxico, incluindo vocabulário básico, com o de outra língua, sem mudanças drásticas porém em sua gramática. Ela é usada principalmente para descrever pidgins, crioulos, e línguas mistas. "Relexificação" não é sinônimo de léxico emprestado, que descreve a situação onde uma língua simplesmente implementa suplementos de seu vocabulário básico com palavras de outra língua.

## Criação de língua e a Hipótese de relexificação
Relexificação é uma forma de interferência na língua em que um pidgin, um crioulo ou uma língua mista toma a maior parte de seu léxico de um superestrato ou língua alvo enquanto sua gramática ou vem do substrato ou língua fonte, ou, de acordo com teorias universalistas, emerge dos princípios universais de simplificação e gramaticalização. A língua da qual o léxico é derivado é chamada de "lexificador". Michif, Media Lengua, e dialeto caripuna são línguas mistas.
Uma hipótese segundo a qual todas as línguas crioulas derivam sua gramática da medieval Língua Franca Mediterrânea foi largamente difundida no fim dos anos 1950 e no início dos anos 1960 antes de sua decadência. Mais tarde, foi argumentado que, por exemplo, a gramática da língua crioula haitiana é um substrato criado quando escravos africanos falantes de fon relexificaram sua língua com vocabulário francês, em razão das semelhanças entre o fon e a língua haitiana. Contudo, a regra de relexificação na gênese crioula é questionada por aderentes da gramática generativa (esta igualmente sujeita a controvérsias). Wittmann (1994), Wittmann & Fournier (1996), Singler (1996), e DeGraff (2002), por exemplo, têm argumentado que as semelhanças em sintaxe refletem uma hipotética Gramática universal, não os trabalhos de processos de relexificação.

## Aquisição de segunda língua
A aquisição de segunda língua espontânea (e a gênese dos pidgins) envolve a gradual relexificação da língua nativa ou língua fonte com vocabulário de língua alvo. Depois que uma relexificação é completada, estruturas da língua nativa alternam com estruturas adquiridas da língua alvo.

## Línguas artificiais e jargão
No contexto de línguas artificiais, jargões, e argots, o termo é aplicado para o processo de criação de uma língua substituindo o vocabulário dentro da gramática de uma língua existente, com frequência uma língua nativa.
Enquanto esta prática é mais frequentemente associada com desenvolvedores de língua artificial nova, ela deve também ser feita como um estágio inicial criando uma língua mais sofisticada. Uma língua então criada é conhecida como um relex. Por exemplo, Lojban começa como um relex de Loglan, mas as gramáticas de línguas têm diferenciado desde então. O mesmo processo é trabalhado na gênesis de jargões e argots. Exemplos disto são:
- Caló é um jargão usado por ciganos da Península Ibérica que mistura uma gramática espanhola com um vocabulário romani.
- Um exemplo literário de relexificação é o cômico latim macarrónico usado por um personagem em Retrato do Artista quando Jovem, de James Joyce:[6]
Ego credo ut vita pauperum est simpliciter atrox, simpliciter sanguinarius atrox, in Liverpoolio.
Eu acredito que a vida de um pobre é simplesmente atrociosa, simplesmente atrociosa e sanguinária, em Liverpool.

## Leitura recomendada
- ARENDS, Jacques, Pieter Muysken & Norval Smith. 1995. Pidgins and Creoles: an introduction. Amsterdam: Benjamins.
- SEBBA, Mark. 1997. Contact Languages: Pidgins and Creoles. Houndmills, Basingstoke, Hampshire and London: Macmillan Press.
- SPEER, Rob & Catherine Havasi (2004), Meeting the Computer Halfway: Language Processing in the Artificial Language Lojban, Massachusetts Institute of Technology